# Oblężenie Gazy
Oblężenie Gazy – starcie zbrojne, które miało miejsce w roku 332 p.n.e. pomiędzy Macedończykami pod wodzą Aleksandra Wielkiego a Persami i arabskimi najemnikami, zakończone zdobyciem miasta przez wojska Aleksandra.

## Kontekst historyczny
Po zajęciu Tyru, większość miast na wybrzeżu Palestyny poddała się Aleksandrowi. Jedynym miastem, które zdecydowało się stawić opór była Gaza. Gubernatorem miasta był eunuch Batis, który w czasie, gdy Macedończycy oblegali Tyr, zaciągnął dodatkowych najemników arabskich i zgromadził zapasy żywności. W sumie podlegało mu ok. 10 000 żołnierzy.  Aleksander wysłał z Tyru flotę pod dowództwem Hefajstiona. Zadaniem sił morskich było przetransportowanie machin oblężniczych i zaopatrywanie maszerującej przez pustynne tereny armii lądowej. Główne siły pod komendą króla przez Akko i Askalon dotarły do Gazy.

## Przebieg
Broniący miasta Arabowie dokonywali sporadycznych wypadów z miasta, mających na celu zniszczenie machin oblężniczych. W trakcie jednej z takich akcji ranę odniósł Aleksander, gdyż został raniony strzałą w ramię. Aleksander nakazał wybudować wokół twierdzy wał ziemny, gdzie postawiono machiny, które przybliżano stopniowo do murów. Wybudowane wały miały taką wysokość, jak wzgórze na którym leżała Gaza. Dzięki temu ostrzał miasta był skuteczniejszy.
Dopiero po dwóch miesiącach oblężenia udało się Macedończykom uzyskać przełom. Wtedy udało się stworzyć wyrwę w murach miejskich. Do ataku ruszyły wtedy oddziały szturmowe, które wdarły się do miasta kładkami i tunelem. Doszło do walk wewnątrz miasta, które zakończyły się rzezią obrońców. W czasie ostatniego szturmu Aleksander został ponownie raniony, tym razem w nogę kulą z machiny oblężniczej. Batis został wzięty do niewoli po czym zamordowany. Dzięki zdobyciu Gazy Aleksandrowi udało się zakończyć proces zdobywania baz perskiej marynarki wojennej. Armia macedońska ruszyła następnie w kierunku Egiptu.